# Савка

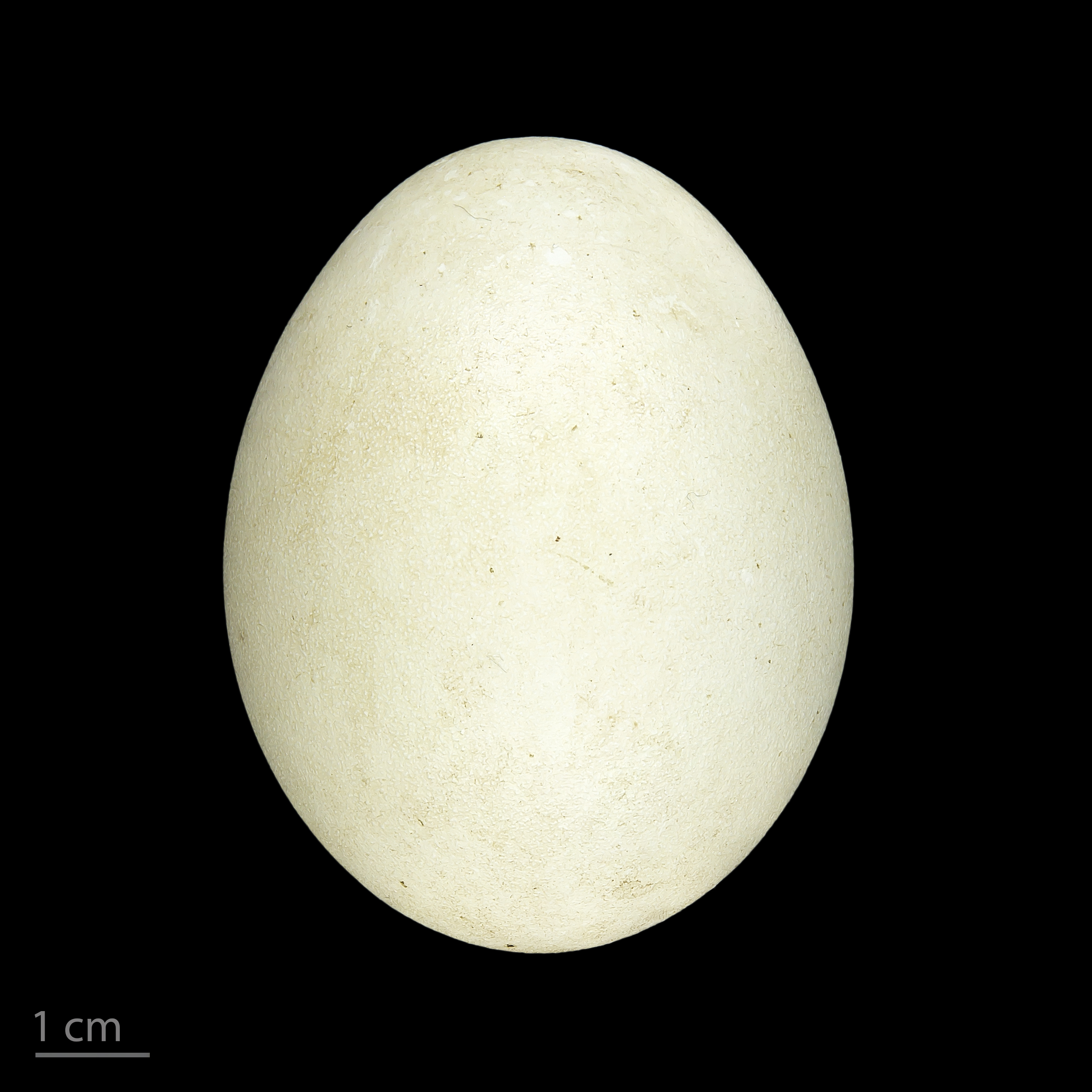
Яйцо Oxyura leucocephala — Тулузский музей

Са́вка (лат. Oxyura leucocephala) — птица семейства утиных.

## Общая характеристика
Савка — это коренастая утка средних размеров. Длина 43 — 48 см, масса 500—900 граммов, длина крыла самцов 15,7 — 17,2 см, самок — 14,8 — 16,7 см, размах крыльев 62 — 70 см. Окраска самца в брачном наряде очень характерна: белая голова с небольшой чёрной «шапочкой», голубой, «вздутый» у основания клюв, окраска тела состоит из сочетания тёмно-рыжего, бурого, коричневого и охристого цветов с мелким тёмным крапом в виде бесформенной сыпи или струйчатого рисунка. У самки окраска в целом как у самца, но голова того же цвета, что и остальное тело и больше бурых тонов в окраске; характерны светлые продольные полосы на щеках, клюв серый. У самца в летнем наряде клюв становится серым, чёрная «шапочка» на голове становится шире. Весной и летом встречаются самцы с почти чёрной головой с различным развитием белого на щеках — от отдельных перьев до вполне развитых пятен; клюв у них серый или голубой, — это, скорее всего, годовалые птицы. Молодые похожи на самку, но несколько меньше, а полосы на щеках и передняя часть шеи светлые, почти белые. Пуховички тёмно-бурые со светлыми полосками на щеках. Во всех нарядах и возрастах отличается характерной манерой плавать с поднятым почти вертикально клиновидным хвостом из жёстких перьев.
Единственный аборигенный представитель своего подсемейства Oxyurinae в Палеарктике. Согласно, красному списку союза охраны природы (Red List IUCN) считается исчезающим видом (Endangered, EN).

## Распространение
Ареал палеарктический, мозаичный, сильно фрагментарный. Распространен от Испании и Марокко в Средиземноморье до западного Китая и западной Монголии. Выделяют 4 основных биогеографических популяции, границы между которыми плохо изучены:
1. Перелётная азиатская — районы размножения охватывают, главным образом, Казахстан и южную Россию, зимовки — в Предкавказье и Прикаспии, Западной Азии, на Ближнем Востоке и в Восточной Европе на запад до Греции.
2. Перелётная восточно-азиатская — зимуют в Пакистане, гнездятся, вероятно, в Монголии, Восточной и, отчасти, Западной Сибири.
3. Оседлая популяция в Испании.
4. Оседлая популяция в Северной Африке.

Численность на гнездовании (в парах): Алжир > 40; Армения — 20-30; Иран > 100; Испания — до 1000; Италия — 1-2; Казахстан — 300—500; Марокко — 5-15; Монголия — 500—700; Российская Федерация — около 500; Сирия < 10; Тунис 10-100; Туркмения — 20; Турция — 200—250; Узбекистан — 20-50. Всего, таким образом, около 3300 пар. Численность в конкретных регионах может сильно изменяться в разные годы.
Мировая численность на зимовках заметно уменьшилась с 1930-х гг., с 100000 до, вероятно, 20000 особей.
Савка регулярно встречается в 26 странах, и ещё в 22 странах отмечена как залётная. В девяти странах имеются значительное число размножающихся пар (Алжир, Иран, Казахстан, Монголия, Российская Федерация, Испания, Тунис, Турция и Узбекистан), но большинство сконцентрировано только в четырёх странах (Монголия, Казахстан, Российская Федерация и Испания).
Савку, численностью 30 особей, зарегистрировали также эксперты Украинского общества охраны птиц на озере Ярылгач (Западный Крым) во время международных синхронных учетов гусеподобных, проходивших 2 — 3 февраля 2013 года на юге Украины, в Болгарии и Румынии.
Савка в России гнездится на пресных и солоноватых или солёных лесостепных, степных и полупустынных озёрах с зарослями тростников и на лиманах в устьях рек. Важными критериями выбора водоёмов для размножения являются: наличие более — менее значительных по площади тростниковых зарослей с развитыми сплавинами, небольшими внутренними плёсами и заливами, наличие свободного водного зеркала и кормность водоёмов (биомасса растительности, бентосных и планктонных организмов, особенно личинок хирономид). Во время миграций останавливается как на пресных, так и на соленых водоемах, включая морские мелководья. Предпочитает большие озера с пресной и солоноватой водой.

## Образ жизни
"Вся жизнь савки проходит на воде, она никогда не выходит на сушу. Характерной особенностью савки является её манера плавать с поднятым вертикально хвостом. При опасности эта утка погружается в воду очень глубоко, так что из воды торчит только верх спины. Савка отлично ныряет и плавает, проплывая под водой 30-40 м. Вынырнув из воды, тут же способна нырнуть ещё, ныряет тихо, без всплеска, как будто тонет. Взлетает неохотно, с длинного разбега против ветра. Летает неохотно, при опасности предпочитает заныривать.

### Питание
Кормится савка, преимущественно, по ночам, заныривая на различную глубину. Питается эта утка моллюсками, водными насекомыми и их личинками, червями, ракообразными, листьями и семенами водных растений. Исследования в Испании показали, что важной составляющей рациона савки являются бентосные личинки хирономид.

### Размножение
В Испании токование наблюдается с конца марта, а отладка яиц — с апреля. В России является одной из поздно прилетающих птиц, поэтому откладка яиц проходит с апреля-мая (юг Европейской части) до июня-начала июля (Сибирь). Сроки откладки яиц очень растянуты и могут отличаться у разных самок до полутора месяцев. Возможно, частично это определяется наличием повторных кладок.
Гнёзда савка устраивает на тростниковых сплавинах по кромке зарослей основного плёса или на небольших внутренних плёсах, закрепляя их между стеблями тростника. Гнёзда этой утки могут встречаться в колониях чаек и поганок.
В кладке 4-9 (чаще 5-6) крупных грязно-белых яиц с желтоватым или голубоватым оттенком. У савки, как и у других гусеобразных, наблюдаются случаи внутривидового и межвидового гнездового паразитизма. В случае, когда несколько самок откладывают яйца в одно гнездо (внутривидовой гнездовой паразитизм), число яиц в нём может достигать 10-12 и даже 23. Известны случаи образования смешанных кладок с другими утками (межвидовой гнездовой паразитизм) — хохлатой чернетью, красноголовым, красноносым и белоглазым нырками. В различных случаях кладку насиживали самки разных видов.
Яйца савки очень крупные — длина 60-80 мм, максимальный диаметр 45-58 мм. Масса свежеотложенных яиц может достигать 110 граммов (в среднем около 90 граммов). Откладывает наиболее крупные яйца из водоплавающих птиц, относительно массы тела. Полная масса кладки может приближаться к 100 % массы тела неразмножающейся самки, а вес отдельных яиц — достигать 15-20 %.
Насиживание длится 22-26 дней. В насиживании и воспитании птенцов участие самца не было отмечено. Птенцы появляются относительно более крупными, чем у других гусеобразных, с первого дня жизни могут плавать и нырять, проплывая под водой до нескольких метров. Самка, как правило, оставляет выводок через 15-20 дней после вылупления. Птенцы при этом могут объединяться в «детские сады» численностью до 75 особей. Время полного оперения — 8-10 недель (дольше, чем у большинства других уток). Половозрелыми самки могут становиться в возрасте одного года."

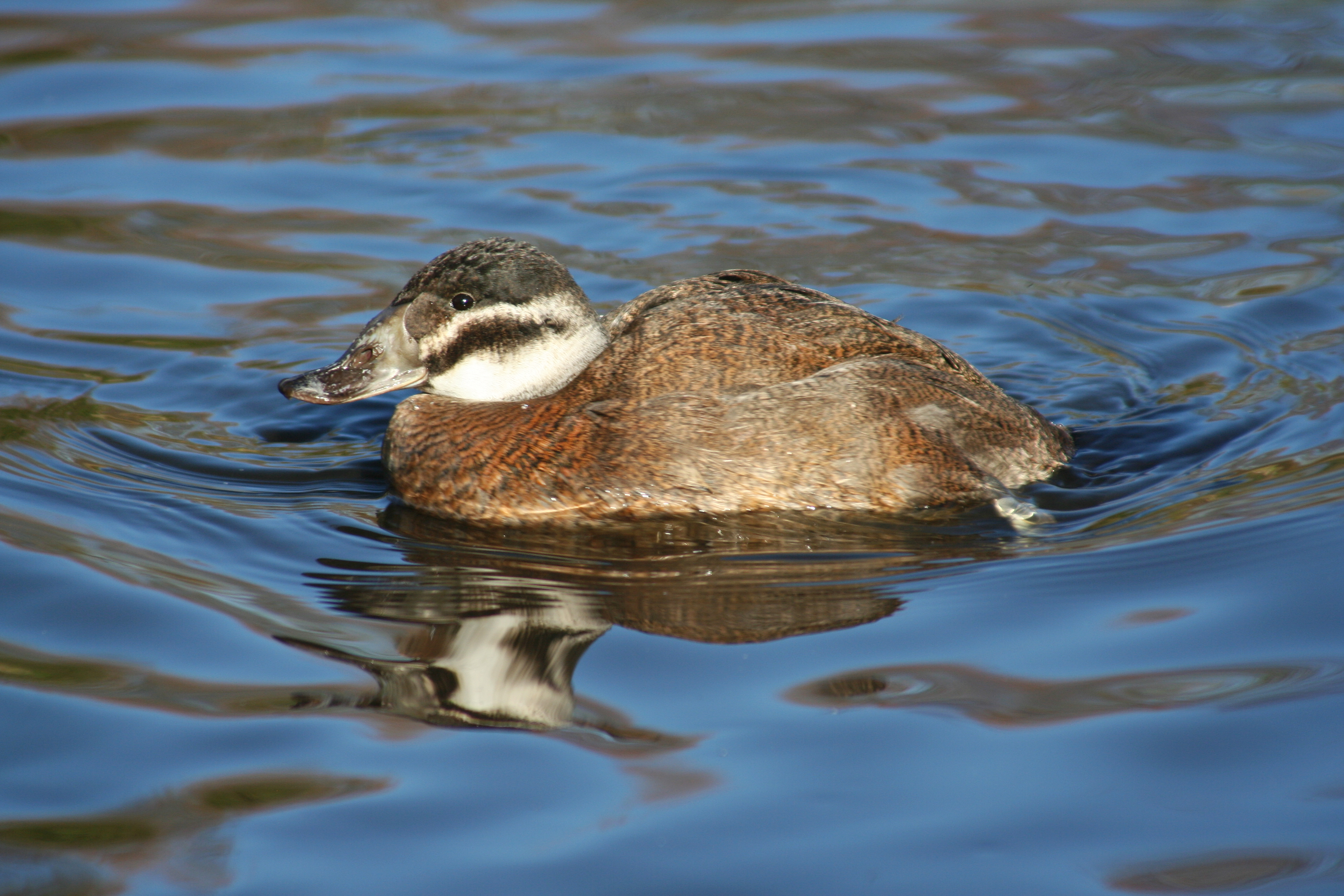

## Угрозы и лимитирующие факторы
- Гибридизация с американской савкой  Oxyura jamaicensis — считается критической угрозой для савки в Европе. Американская савка была акклиматизирована в Великобритании, откуда распространилась в другие европейские страны, в том числе в Испанию. Гибриды этих видов плодовиты — отмечались потомки второго и третьего поколения. Очень опасно дальнейшее распространение американской савки в Палеарктике, поскольку появление её, например, в России или Турции, учитывая огромный размер водно-болотных угодий и слабый контроль, может привести к практически неуправляемому распространению.
- Изменение климата может приводить к изменению уровня обводнённости в местах обитания савки. Особенно опасны засухи, поскольку в этот период водоёмы, где обитает эта птица, могут сокращаться или полностью пересыхать. Стоит отметить, что даже небольшое изменение уровня воды в водоёмах может оказывать влияние на их кормность, процент зарастания и другие важные характеристики. Таким образом, засушливые фазы климатических циклов могут оказывать критическое влияние на численность савки, особенно в более южных участках обитания.
- Разрушение местообитаний, связанное с деятельностью человека. К негативным действиям человека можно отнести распашку берегов водоёмов, приводящую к снижению поступления влаги и увеличению заиливания водоёмов, различные мелиоративные работы, связанные с осушением водоёмов для различных нужд, использованием воды для орошения, строительством дамб, ирригационных сооружений и т. п., нарушающее гидрологическим режим водоёмов. Нерациональное использование грунтовых вод приводит к снижению уровня близлежащих водоёмов, выкашивание или выжигание тростниковых зарослей лишает савку мест гнездования. Все эти действия наиболее актуальны для народного хозяйства как раз в степной и полупустынной зонах, то есть, именно в пределах ареала савки. Следует учитывать, что строительство дамб в ряде случаев может иметь и положительный эффект, так как может создавать новые пригодные местообитания (водохранилища, пруды) для савки.
- Фактор беспокойства. Савка легко может уживаться с человеком, если только её постоянно не беспокоят, находясь в непосредственной близости от гнезда. В таких случаях савка может надолго покидать гнездо и яйца становятся я лёгкой добычей для хищников. На водоёмах, активно используемых для отдыха (купание, катание на лодках) или промышленного лова (рыбы, ракообразных), савка исчезает, как, впрочем, и многие другие водно-околоводные птицы.
- Отстрел. Гибель под выстрелами является важной угрозой для савки, особенно в местах образования значительных скоплений (перед отлётом, на пролёте и зимовках). Отстрел считается основной причиной исчезновения вида во Франции, Италии, Югославии и Египте и важнейшей причиной сокращения численности в Испании до 1970-х гг. Тем не менее, в 1950-60-е гг. в дельте реки Или (Казахстан) савка составляла 3,3 — 4,3 % в добыче охотников[11]. В районе Петропавловска доля савки в добыче охотников составляла в 1960-70-е гг. 0,1 — 0,4 %[12]. Эффективная охрана в Испании обеспечила значительное увеличение численности — с нескольких сотен особей в 1970-х гг. до нескольких тысяч в начале 2000-х гг.
- Гибель в рыболовных сетях. Интенсивное рыболовство, очевидно, оказывает негативное воздействие на савку, которая, являясь нырковой уткой, может запутываться в ставных сетях. В ряде стран (Греция, Иран, Пакистан, Казахстан) в них погибают сотни особей[13]. По личному сообщению проф. Митропольского О. В. на некоторых водоёмах Узбекистана в рыболовные сети попадало до 20-30 птиц ежедневно.
- Загрязнение водоёмов. Водоёмы, на которых обитает савка, нередко являются, как правило, бессточными, что увеличивает риск их загрязнениями различными отходами (промышленными и бытовыми). Отходы могут влиять как на самих птиц, вызывая отравление, так и на кормовые ресурсы, отравляя или уничтожая их. Кроме того, при больших количествах органических загрязнителей водоёмы могут быстро зарастать «сорной» растительностью и заиливаться, что может привести к сокращению уничтожению кормовой базы и деградации местообитаний. Однако в ряде случаев органическое загрязнение водоёмов может, напротив, увеличивать кормовые ресурсы савки, так как в богатых органикой водоёмах обитает большое количество планктонных и бентосных организмов.
- Разрушение местообитаний интродуцированными видами. В ряде случаев вселение в водоёмы некоторых видов (ондатра, обыкновенный карп) может привести к сокращению тростниковых зарослей, истощению кормовых ресурсов. Подобные явления наблюдались в Испании, когда вселение карпа привело к сокращению кормовых ресурсов савки и сокращению её численности[14].
- Естественные враги. Гибель взрослых птиц наблюдается, видимо, редко, гораздо большую опасность хищники представляют для гнёзд савки. Среди таких видов отмечаются чайки, врановые и болотный лунь. В Испании и Северной Африке серьёзную угрозу для гнёзд представляет серая крыса.
- Отравление свинцом оружейных дробовых зарядов. В Испании отмечена гибель птиц из-за свинца, попадающего в организм с пищей. Свинец попадает в корм из оружейной дроби. Скорее всего, отравление свинцом может иметь место и в других регионах.

Зачастую гибель савки по различным причинам происходит из-за низкой экологической грамотности местного населения, в том числе охотников, рыбаков, собственников водно-болотных угодий и других природопользователей. Савки успешно размножаются в зоопарках Великобритании. В России единственным местом разведения савки является Новосибирский зоопарк имени Ростислава Александровича Шило, где с 2013 г. налажено размножение этой утки, а с 2018 г. осуществляется выпуск выращенных в неволе птиц в дикую природу.

## В филателии

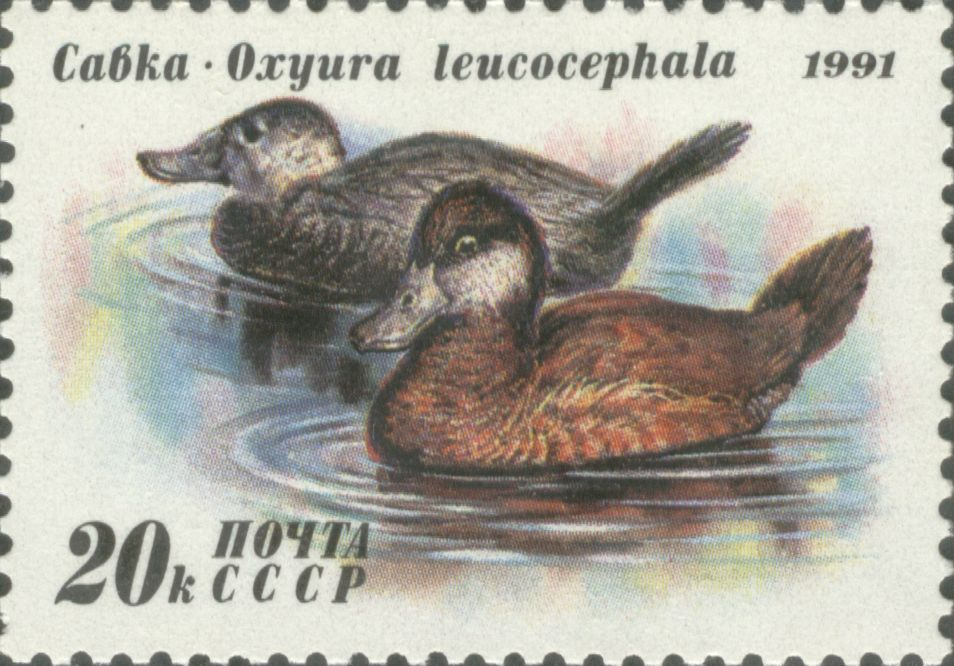
Почтовая марка СССР, 1991 год
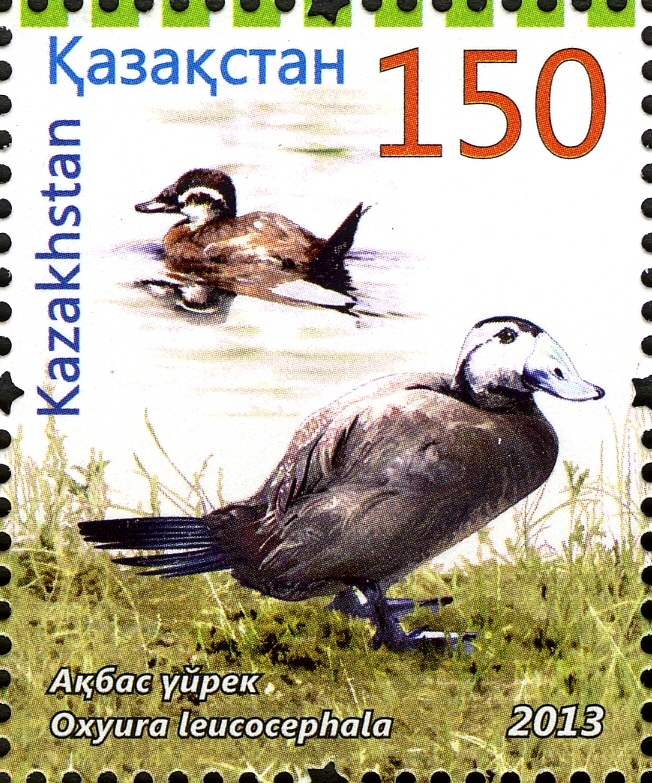
Почтовая марка Казахстана, 2013 год